# Бертен, Арман

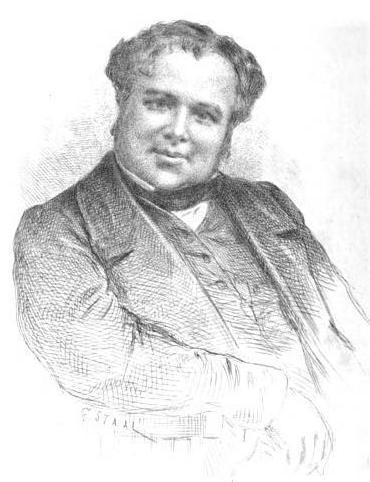
Арман Бертен,
иллюстрация Стааля (G. Staal), «Le Bibliophile français», N 3, июль 1868.

Луи́ Мари́ Арма́н Берте́н (фр. Louis-Marie-Armand Bertin; 22 августа 1801, Париж — 12 января 1854, Париж) — французский журналист, главный редактор парижской газеты «Journal des débats».

## Биография и деятельность
Младший сын владельца газеты «Journal des débats» Луи-Франсуа Бертена; родился в 1801 году в Париже. С 1820 года сотрудничал в газете. После смерти отца (1841) заведовал газетой, став её главным редактором. Даровитый и многосторонне образованный, Бертен существенно способствовал успеху этой французской газеты.
Скончался в 1854 году.